# Omloop van het Waasland 1965
De 1e editie van de Belgische wielerwedstrijd Omloop van het Waasland vond plaats op 20 maart 1965. De start en finish vonden plaats in Sint-Niklaas. De winnaar was Marinus Van Ginneken, gevolgd door Willy Vanden Berghen en Jo de Haan.

## Uitslag
| Omloop van het Waasland 1965 |                      |            |       |
| Plaats                       | Naam                 | Ploeg      | Tijd  |
| Winnaar                      | Marinus van Ginneken | Dr. Mann   | 4u12' |
| 2                            | Willy Vanden Berghen | Dr. Mann   | z.t.  |
| 3                            | Jo de Haan           | Televizier | z.t.  |

1965 · 1966 · 1967 · 1968 · 1969 · 1970 · 1971 · 1972 · 1973 · 1974 · 1975 · 1976 · 1977 · 1978 · 1979 · 1980 · 1981 · 1982 · 1983 · 1984 · 1985 · 1986 · 1987 · 1988 · 1989 · 1990 · 1991 · 1992 · 1993 · 1994 · 1995 · 1996 · 1997 · 1998 · 1999 · 2000 · 2001 · 2002 · 2003 · 2004 · 2005 · 2006 · 2007 · 2008 · 2009 · 2010 · 2011 · 2012 · 2013 · 2014 · 2015 · 2016 · 2017 · 2018 · 2019 · 2020 · 2021 · 2022 · 2023 · 2024